# Buzara eurychrysa
Buzara eurychrysa är en fjärilsart som beskrevs av Edward Meyrick 1889. Buzara eurychrysa ingår i släktet Buzara och familjen nattflyn. Inga underarter finns listade i Catalogue of Life.